# Le metamorfosi di Pasquale
Le metamorfosi di Pasquale, o sia Tutto è illusione nel mondo ist eine Oper (Originalbezeichnung: „farsa giocosa per musica“) in einem Akt von Gaspare Spontini (Musik) mit einem Libretto von Giuseppe Maria Foppa. Sie wurde am 16. Januar 1802 im Teatro San Moisè in Venedig uraufgeführt und galt bis zu ihrer Wiederentdeckung im Jahr 2016 als verschollen.

## Handlung
Abgelegender Park mit Bäumen nahe beim Schloss des Barons
Szene 1. Der Marchese trifft sich heimlich mit seiner Geliebten Costanza, der Tochter des Barons. Er hat seinen Diener Frontino mitgebracht, sie ihr Dienstmädchen Lisetta. Während sich der Marchese und Costanza ihren Liebesgefühlen hingeben, macht Frontino Lisetta den Hof. Diese hat schlechte Nachrichten für das Paar: Obwohl der Baron dem Marchese noch nicht begegnet ist, lehnt er eine Verbindung seiner Tochter mit diesem wegen einer alten Familienfeindschaft entschieden ab. Sie soll stattdessen den Cavaliere heiraten. Die beiden Frauen ziehen sich eilig zurück, als sie den Cavaliere kommen sehen.
Szene 2. Der Cavaliere verlangt vom Marchese, Costanza aufzugeben. Als der sich weigert, fordert ihn der Cavaliere zum Duell.
Szene 3. Frontino beobachtet den Ablauf des Duells. Der Cavaliere gibt den ersten Schuss ab, verfehlt aber sein Ziel. Der Marchese schießt daraufhin absichtlich in die Luft. Der Diener des Cavaliere läuft zum Schloss, um den Vorfall zu melden. Frontino befürchtet, dass sein Herr festgenommen wird, und eilt ihm zu Hilfe.
Szene 4. Der Abenteurer Pasquale möchte nach langen Jahren glückloser Wanderung zu seiner früheren Geliebten Lisetta zurückkehren (Cavatine Pasquale: „Senza un soldo al suo comando“). Er legt seinen Mantel ab und schläft unter einem Baum ein.
Szene 5. Frontino warnt seinen Herrn und rät ihm zur Flucht. Der Marchese tauscht seine Kleidung gegen den Mantel Pasquales.
Szene 6. Als Pasquale erwacht, ist er erstaunt über die veränderte Kleidung. Sie gefällt ihm, da sie ihn schlanker macht und einem Edelmann zu gehören scheint.
Szene 7. Frontino hat Pasquale heimlich beobachtet. Er tritt hervor und behandelt ihn wie seinen Herrn, den Marchese, der offenbar sein Gedächtnis verloren hat. Er ruft ihm in Erinnerung, dass er soeben seinen Rivalen um die Tochter des Barons im Duell getötet habe.
Szene 8. Die Wachen des Barons treffen unter Führung eines Sergeanten und nehmen Pasquale fest, als er ihnen bestätigt, der Marchese zu sein (Duett Pasquale/Frontino: „Ah furbo bricconaccio“ – „Oh povero padrone“).
Ebenerdiger Saal im Palast des Barons mit Sicht auf den Garten durch die Eingangstür
Szene 9. Der verkleidete Marchese ist unterdessen im Palast eingetroffen und bittet Costanza, ihn versteckt zu halten, bis er den richtigen Moment gekommen sieht (Arie Marchese: „Sol per te, mio diletto tesoro“).
Szene 10. Lisetta informiert Costanza aufgebracht darüber, dass ihr Vater im Garten mit dem Marchese zusammengetroffen ist.
Szene 11. Der Baron führt den Marchese herein. Er behandelt ihn freundlich, da er ihn nicht erkannt hat. Den beiden Frauen teilt er mit, dass der (vermeintliche) Marchese in Kürze zu ihm gebracht werde.
Szene 12. Als der als Marchese verkleidete Pasquale, Frontino und die Soldaten eintreffen, geraten alle in Verwirrung. Lisetta erkennt ihren früheren Liebhaber Pasquale natürlich sofort, ist sich über ihre Gefühle aber nicht sicher. Frontino bittet sie, so zu tun, als wäre Pasquale wirklich der Marchese. Dieser bestätigt dem Baron, dass er seine Tochter über alles liebe. Dabei verhält er sich so merkwürdig, dass der Baron nicht verstehen kann, was Costanza an ihm findet. Aus Gastfreundschaft befiehlt er den Soldaten, ihn freizulassen. Er geht mit Costanza hinaus. Der Marchese macht sich auf die Suche nach dem Cavaliere.
Szene 13. Lisetta stellt Pasquale Frontino als ihren Liebhaber vor. Pasquale reagiert verärgert. Frontino freut sich dagegen über diese Liebeserklärung. Er will keinen Rivalen dulden (Arie Frontino: „Come! Cosa! Questa ragazza amabile“).
Szene 14. Nachdem Frontino gegangen ist, versucht Pasquale, Lisetta wieder für sich zu gewinnen. Sie gibt jedoch vor, ihn nicht zu erkennen und erzählt ihm von einem gewissen Pasquale, der sie einst sitzen gelassen habe, und den sie jetzt zutiefst verabscheue. Pasquale erklärt ihr, dass er sie immer geliebt habe und nur auf Reisen gegangen sei, um als reicher Mann zu ihr zurückzukehren. Dann sei er eingeschlafen und als Marchese erwacht. Er bittet sie, seine Frau zu werden. Obwohl Lisetta ihn zurückweist, geht er im Glauben, sie liebe ihn (Duett Lisetta/Pasquale: „Parla, Lisetta mia“).
Szene 15. Der Marchese teilt Lisetta mit, dass sich der Cavaliere erholt habe und ihn im Garten sprechen wolle. Sie führt ihn nach hinten.
Szene 16. Der Baron kann noch immer nicht glauben, dass sich seine Tochter in einen solch ungehobelten Mann verliebt haben soll. Costanza meint, dass er dem Anschein nicht glauben solle (Arie Costanza: „Deh in questo core leggete appieno“).
Szene 17. Der Baron vermutet, dass der Marchese etwas im Schilde führt, schimpft mit Pasquale und verlässt das Zimmer.
Szene 18. Lisetta führt den Cavaliere in den Garten. Als sie zurückkehrt, versucht Pasquale sie mit Hinweisen auf seinen angeblichen Reichtum für sich zu gewinnen. Lisetta geht zum Schein darauf ein.
Szene 19. Frontino eilt aufgeregt hinzu und warnt Pasquale, dass er des Betrugs verdächtigt werde und man ihn verprügeln wolle. Lisetta versucht Pasquale mit zärtlichen Koseworten zu trösten, flüstert dabei aber heimlich Frontino zu, dass sie eigentlich ihn meine (Arie Lisetta: „Ah dov’è chi ha l’ardimento“). Lachend verlässt sie die beiden.
Szene 20. Pasquale fürchtet, dass seine Verkleidung erkannt wurde. Er bittet Frontino, ihn aus dieser misslichen Lage zu helfen, und verspricht ihm als Lohn sein Marchesentum. Frontino ist einverstanden. Er meint, Lisetta wisse Rat.
Szene 21 („ultima“). Gemeinsam kehren der Marchese und der Cavaliere aus dem Garten zurück. Aus Dankbarkeit dafür, dass der Marchese sein Leben geschont hat, verzichtet der Cavaliere freiwillig auf Costanza und will auch ihren Vater davon überzeugen, dass der Marchese der richtige Mann für sie ist. Lisetta erzählt den beiden von dem Streich, den sie und Frontino Pasquale spielen wollen: Sie haben dem Abenteurer eingeredet, dass er sich als alte Frau verkleiden müsse, um sich zu retten. Marchese und Cavaliere versprechen, mitzuspielen. Die beiden ziehen sich vorerst zurück. Pasquale erscheint in dieser Aufmachung mit einer großen Haube. Da er seine Nervosität kaum verbergen kann, rät Lisetta ihm, so zu tun, als hätte er einen Schwächeanfall erlitten.  Frontino holt ihm einen Stuhl. Als jedoch der Baron, der Marchese, der Cavaliere und Costanza eintreten, springt er in Panik auf und verliert seine Haube. Ihm bleibt nichts anderes übrig, als seine wahre Identität zu offenbaren. Er hofft noch immer auf eine Heirat mit Lisetta, doch diese verkündet, dass sie sich inzwischen mit Frontino verlobt habe. Pasquale muss seine Lage akzeptieren und in den Freudenchor zur Feier der bevorstehenden Doppelhochzeit einstimmen.

## Gestaltung
Die Oper besteht aus insgesamt zehn durch Rezitative verbundene Musiknummern. Es gibt drei Ensemblesätze (die Introduktion, ein Sextett und das Finale) sowie zwei Duette und fünf Arien (eine für jede Hauptrolle).:23f
- Nr. 1. Introduktion (Szene 1)
- Nr. 2. Cavatine (Pasquale): „Senza un soldo al suo comando“ (Szene 4)
- Nr. 3. Duett (Pasquale/Frontino): „Ah furbo bricconaccio“ – „Oh povero padrone“ (Szene 8)
- Nr. 4. Arie (Marchese): „Sol per te, mio diletto tesoro“ (Szene 9)
- Nr. 5. Sextett
- Nr. 6. Arie (Frontino): „Come! Cosa! Questa ragazza amabile“ (Szene 13)
- Nr. 7. Duett (Lisetta/Pasquale): „Parla, Lisetta mia“ (Szene 14)
- Nr. 8. Arie (Costanza): „Deh in questo core leggete appieno“ (Szene 16)
- Nr. 9. Arie (Lisetta): „Ah dov’è chi ha l’ardimento“ (Szene 19)
- Nr. 10. Finale

Stilistisch entspricht die Musik der neapolitanischen Tradition. Im Vergleich mit Spontinis vorangegangenen Opern gibt es einige gewagtere Modulationen, häufigere Trugschlüsse und übermäßige Akkorde.:24

## Werkgeschichte
Gaspare Spontinis „Farsa giocosa per musica“ Le metamorfosi di Pasquale, o sia Tutto è illusione nel mondo ist seine letzte Oper für ein italienisches Theater.:19 Das Libretto stammt von Giuseppe Maria Foppa.
Die Uraufführung fand in der Karnevalsaison am 16. Januar 1802 im Teatro San Moisè in Venedig statt. Spontinis Werk wurde dabei mit der bereits seit dem vorangegangenen Herbst gespielten Farsa Non credere alle apparenze von Raffaele Orgitano kombiniert, dessen Text ebenfalls von Foppa stammte.:19 Die Sänger waren Nicola Manni (Baron), Elena Conti (Costanza), Clemente Acquisti (Cavaliere und Sergeant), Orsola Fabrizzi Bertini (Lisetta), Giambattista Benelli (Marchese), Cesare Biscossi (Frontino), Giovanni Battista Brocchi (Pasquale).
Das Werk hatte nur mäßigen Erfolg und wurde bereits am 22. Januar abgesetzt. Spontini gab daraufhin seine Tätigkeit in Italien auf und begann im folgenden Jahr eine neue und weitaus erfolgreichere Karriere in Paris.:19
Von den fünfzehn Spontini zugeschriebenen Opern aus seiner italienischen Zeit war lange Zeit nur das Autograf von Li puntigli delle donne und Kopien von vier weiteren Stücken bekannt. Die übrigen Werke galten als verschollen. Le metamorfosi di Pasquale wurde im Frühjahr 2016 zusammen mit drei weiteren Partituren Spontinis in der Bibliothek von Schloss Ursel in Hingene (Flandern) wiedergefunden. Die Bindung lässt darauf schließen, dass diese Werke aus dem Nachlass von Spontinis 1878 in Paris verstorbener Witwe Céleste Érard stammen. Aufgrund einiger Fehler in der Reihenfolge der Bögen ist davon auszugehen, dass die Bindung erst nach Spontinis Tod ausgeführt wurde. Erhalten sind außerdem eine autografe Skizze der Cavatine Pasquales und des Sextetts. Die Sinfonia und ein Bogen des Finales mit 87 Takten fehlen. Als Sinfonia hatte Spontini höchstwahrscheinlich eine Fassung derjenigen seiner zwei Jahre zuvor für Neapel komponierten Oper La fuga in maschera verwendet. Er verwertete sie in den folgenden Jahren noch mehrfach: 1800 in Palermo für Il quadro parlante, 1801 in Rom für Il geloso e l’audace und 1805 in Paris für Julie, ou Le pot de fleurs. Einige Themen daraus erscheinen auch im Finale von Le metamorfosi di Pasquale.:20ff
Für die Rekonstruktion wurde eine Fassung dieser Sinfonia erstellt, die sich in der Instrumentierung am venezianischen Orchester dieser Zeit und den anderen Versionen orientierte. Die fehlenden Takte im Finale konnten nicht einfach durch existierende Musik ersetzt werden, da es sich um ein komplexes Concertato-Stück handelt. Sie wurden daher im Stil Spontinis neu komponiert.:21f Eine kritische Ausgabe wurde von Federico Agostinelli herausgegeben.
Die erste szenische Neuproduktion der Oper gab es im Januar 2018 durch das Ensemble des Teatro La Fenice im Teatro Malibran in Venedig. Im September desselben Jahres folgten Aufführungen im Teatro Pergolesi in Jesi.:24

## Aufnahmen
- Januar 2018 – Gianluca Capuano (Dirigent), Bepi Morassi (Inszenierung), Orchestra del Teatro La Fenice.
 Francesco Basso (Baron), Michela Antenucci (Costanza), Christian Collia (Cavaliere und Sergeant), Irina Dubrovskaya (Lisetta), Giorgio Misseri (Marchese), Carlo Checchi (Frontino), Andrea Patucelli (Pasquale).
 Video; live aus dem Teatro Malibran in Venedig.
Videostream auf der Website des Teatro La Fenice.[5]
- 22. September 2018 – Giuseppe Montesano (Dirigent), Orchestra Sinfonica G. Rossini.
 Carlo Feola (Baron), Michela Antenucci (Costanza), Daniele Adriani (Cavaliere, Sergeant), Carolina Lippo (Lisetta), Antonio Garés (Marchese), Davide Bartolucci (Frontino), Baurzhan Anderzhanov (Pasquale).
 Vom XVIII Pergolesi Spontini Festival aus dem Teatro G. B. Pergolesi in Jesi.
 Kritische Ausgabe von Federico Agostinelli.
 Dynamic CDS7836.02.[1]